# Lena Papadakis
Lena Papadakis (* 23. August 1998 in Berlin als Lena Rüffer) ist eine deutsche Tennisspielerin.

## Karriere
Papadakis spielt vor allem auf Turnieren der ITF Women’s World Tennis Tour, bei denen sie bisher zwei Titel im Einzel und neun Titel im Doppel gewann. Für die beiden WTA-Turniere Porsche Tennis Grand Prix und beim Nürnberger Versicherungscup erhielt sie 2015 jeweils eine Wildcard für die Qualifikation; sie scheiterte beide Male in der ersten Runde. Beim $25.000-Turnier von Bad Saulgau erreichte sie 2015 das Achtelfinale, das sie mit 0:6 und 2:6 gegen Sofija Kowalez verlor.
Seit dem 4. September 2020 ist sie verheiratet.

## Turniersiege

### Einzel
| Nr. | Datum           | Turnier   | Kategorie | Belag | Finalgegnerin    | Ergebnis |
| --- | --------------- | --------- | --------- | ----- | ---------------- | -------- |
| 1.  | 23. Mai 2021    | Heraklion | ITF W15   | Sand  | Melanie Klaffner | 6:3, 6:3 |
| 2.  | 16. Januar 2022 | Blumenau  | ITF W25   | Sand  | Pia Lovrič       | 6:1 7:66 |

### Doppel
| Nr. | Datum             | Turnier   | Kategorie   | Belag             | Partnerin        | Finalgegnerinnen                          | Ergebnis          |
| --- | ----------------- | --------- | ----------- | ----------------- | ---------------- | ----------------------------------------- | ----------------- |
| 1.  | 30. Oktober 2015  | Ismaning  | ITF $10.000 | Teppich (Halle)   | Anna Zaja        | Michaela Boev Hristina Dishkova           | 5:7, 7:63, [10:3] |
| 2.  | 2. Dezember 2017  | Milovice  | ITF $15.000 | Hartplatz (Halle) | Jana Jablonovská | Maryna Kolb Nadija Kolb                   | 6:1, 6:3          |
| 3.  | 4. Juni 2022      | Annenheim | ITF W25     | Sand              | Jessie Aney      | Martha Matoula Arina Gabriela Vasilescu   | 1:6, 6:3, [11:9]  |
| 4.  | 3. September 2022 | Wien      | ITF W25     | Sand              | Anna Sisková     | Živa Falkner Amarissa Tóth                | 7:68, 6:4         |
| 5.  | 4. November 2023  | Solarino  | ITF W25     | Teppich           | Jessie Aney      | Giorgia Pedone Lisa Pigato                | 6:3, 3:6, [10:6]  |
| 6.  | 3. Februar 2024   | Indore    | ITF W50     | Hartplatz         | Jessie Aney      | Saki Imamura Mana Kawamura                | 2:6, 6:0, [10:7]  |
| 7.  | 1. März 2024      | Mâcon     | ITF W50     | Hartplatz (Halle) | Silvia Ambrosio  | Madeleine Brooks Isabelle Haverlag        | 5:7, 7:5, [10:7]  |
| 8.  | 20. April 2024    | Chiasso   | ITF W75     | Sand              | Emily Appleton   | Despina Papamichail Simona Waltert        | 4:6, 6:4, [10:6]  |
| 9.  | 25. Mai 2024      | Grado     | ITF W75     | Sand              | Jessie Aney      | Yvonne Cavalle-Reimers Aurora Zantedeschi | 6:4, 7:5          |